# پریبیسلاو
پریبیسلاو (به لاتین: Přibyslav) یک منطقهٔ مسکونی در جمهوری چک است که در ناحیه هاولیتشکوف برود واقع شده‌است. پریبیسلاو ۴٬۰۰۲ نفر جمعیت دارد.

## خواهرخوانده
شهرهای موک ان‌میدلار و سلیاچ خواهرخوانده‌های پریبیسلاو هستند.